# Hypoestes taeniata
Hypoestes taeniata är en akantusväxtart som beskrevs av Raymond Benoist. Hypoestes taeniata ingår i släktet Hypoestes och familjen akantusväxter. Inga underarter finns listade i Catalogue of Life.